# 6秒间的轨迹~烟花师望月星太郎的忧郁
《6秒间的轨迹~花火师望月星太郎的忧郁》于2023年1月14日至3月18日在朝日电视台「週六晚間連續劇」中播出。编剧为橋部敦子，主演为高橋一生 。香港由Viu於2023年1月14日起獨家播出。
續篇《6秒間的軌跡~花火師望月星太郎第二次的憂鬱》於2024年4月13日起在朝日電視台同時段播出。

## 劇情簡介
故事发生在山梨县一家代代相传的烟火店，因父亲望月航突然离世，孑然一身的星太郎一人对未来充满了迷茫。数个月后，已然去世的望月航却突然以幽灵的方式出现，一连串奇妙的日常故事构成了这部精彩的家庭剧 。

## 登場人物

### 主要人物
- 望月星太郎（42岁）：高桥一生（粵語配音：梁皓翔）

花火师。望月烟火店的第五任店长。
- 望月航（享年80岁）：橋爪功[1]、青年：奧野隆之（粵語配音：譚漢華）

星太郎的父亲。望月烟火店的第四任店长。本应离世的他，却以幽灵的姿态再度登场。
- 水森光（29岁）：本田翼[1]（粵語配音：石梓晴）

帶著「客製化煙火」傳單出現的神秘女子。拋棄過往並立志成为星太郎的學徒。

### 其他人物
- 田中勇人（42岁）：小久保壽人[4]（粵語配音：郭湛深）

星太郎的青梅竹马。 田中工商店的年轻社长。

### 每集登場人物

#### 第3集
- 少年：塚尾櫻雅[5] （第5集 - 第7集）

伫立在望月烟火店前的少年。

#### 第4集
- 片山贵广：高井圭佑（Girly Record）[6]（粵語配音：黃文軒）

个人烟火制作委托者。
- 神谷佐和：牛尾茉由[7]

片山想通过烟火向其告白。公司的合伙人兼员工，片山称之为“命中注定之人”。
- 牛田悟志：不破萬作[8]

花火师。好管闲事，试图给星太郎介绍女朋友，并且插手望月航和望月星太郎之间的父子关系。
- 长尾洋司：瑞木健太郎[8]

花火师。斥责牛田硬要为星太郎介绍女朋友的行为。
- 花火师：友岡靖雅 [9]

望月星太郎与望月航的伙伴。

#### 第6集
- 由紀子：安藤聖（粵語配音：植婉雯）

4年前與星太郎分手的前女友。在與星太郎分手之後第2年與現任老公結婚，現在懷孕中。勇人告知航的逝世後，前來拜訪。

#### 第9集
- 理代子：原田美枝子（粵語配音：王綺婷）

星太郎的母親。因雙親反對的關係，雖然與航結婚，但是在星太郎9歲時離婚。之後與陶藝家再婚。

## 製作團隊
- 编剧：橋部敦子
- 导演：藤田明二（朝日電視台）、竹园元（朝日电视台）、松尾崇（KADOKAWA）
- 音乐制作：S.E.N.S. Company
- 音乐：森英治
- 主题曲：決明子「飞过夜空」（avex trax）
- 烟火监督：丸玉屋小胜烟火店
- 执行制片人：内山圣子（朝日电视台）
- 制作人：中込卓也（朝日电视台）、山形亮介（KADOKAWA）、新井宏美（KADOKAWA）
- 製作協力：KADOKAWA
- 制作发行：朝日电视台

## 播出日程
| 集數   | 播出日期 | 中文標題（Viu） | 导演     |
| ------ | -------- | --------------- | -------- |
| 第1集  | 1月14日  | 望月煙花店      | 藤田明二 |
| 第2集  | 1月21日  | 新員工          | 藤田明二 |
| 第3集  | 1月28日  | 只是學徒        | 藤田明二 |
| 第4集  | 2月04日  | 六秒的綻放      | 竹园元   |
| 第5集  | 2月11日  | 迴避            | 竹园元   |
| 第6集  | 2月18日  | 重逢            | 藤田明二 |
| 第7集  | 2月25日  | 幻想            | 松尾崇   |
| 第8集  | 3月04日  | 原因            | 松尾崇   |
| 第9集  | 3月11日  | 復仇            | 藤田明二 |
| 第10集 | 3月18日  | 完美的煙花      | 藤田明二 |

## 外部連結
- 周六夜剧《6秒的轨迹～花火大师望月诚太郎的忧郁》｜朝日电视台
  - 電視劇的X（前Twitter）

| 日本 朝日電視台 週六晚間連續劇              | 日本 朝日電視台 週六晚間連續劇                                 | 日本 朝日電視台 週六晚間連續劇 |
| ------------------------------------------- | -------------------------------------------------------------- | ------------------------------ |
|                                             | 6秒間的軌跡~ 花火師望月星太郎的憂鬱 （2023年1月14日－3月18日） |                                |
| Japanese Style （2022年10月22日－12月24日） | 月讀君的禁忌宵夜 （2023年4月22日－6月17日）                    |                                |